# Bogini-słońce z Arinny
Bogini-słońce z Arinny (Wuruszemu, Wuruntemu, Warusenna, Wurunzimu, Ariniti) pani krainy Hatti, hetycka bogini nieba i ziemi, pani królów Hatti.

## Charakterystyka
Pochodzi z kręgu bóstw przedindoeuropejskich, hatyckich. Czczona była głównie w mieście Arinna.
Przedstawiana jako kobieta stojąca na grzbiecie jej poświęconych lwów (lub panter). Małżonka boga Taru i matka boga burzy z Narik. Z biegiem czasu utożsamiona z boginią Hebat.
Główna bogini w panteonie hetyckim.